# Mer de Davis
Pour les articles homonymes, voir Davis.
La mer de Davis est une mer de l'océan Indien.
Elle est située le long de la côte est du continent antarctique entre la barrière de glace ouest et la barrière de Shackleton.
Découverte par l'expédition antarctique australasienne (1911 - 1914), elle fut nommée ainsi par Douglas Mawson en l'honneur du capitaine John King Davis, navigateur de l’Aurora et commandant en second de l'expédition.